# Hama
Hama (em árabe: حماة,; "fortaleza" ) é uma cidade nas margens do rio Orontes, no centro da Síria, ao norte de Damasco. É a capital provincial do distrito homônimo. É o local da cidade histórica de Hamate.
Hamate-Zobá, fortaleza de Zobá, pode ser um local diferente de Hamate, mas não se tem certeza.

## Geografia
Hamate foi a capital de um dos antigos reinos do norte da Síria. Localiza-se no vale do Líbano, às margens do rio Orontes, próxima da fronteira norte da Palestina, e aos pés do Monte Hermon, na direção de Damasco.

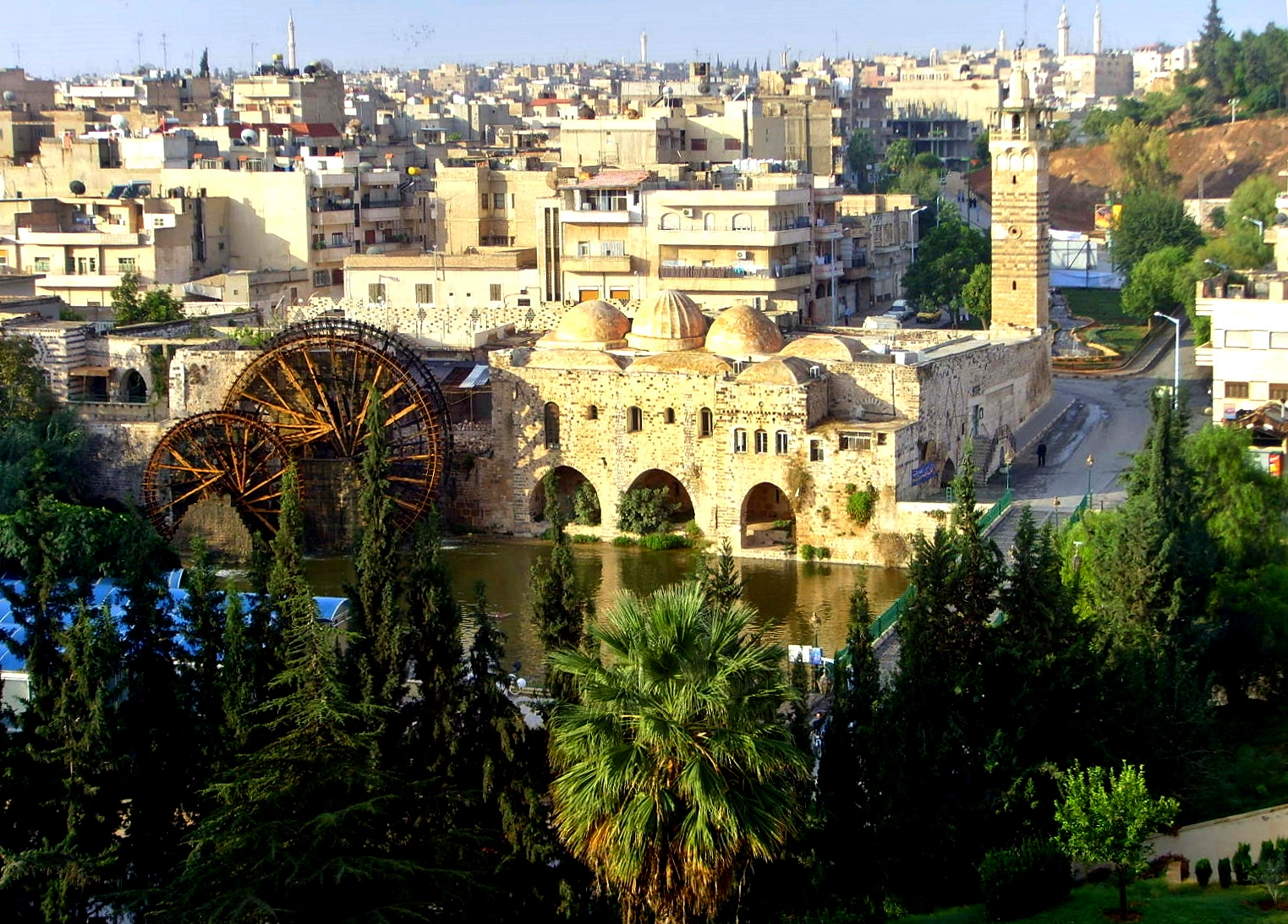
Região histórica da cidade de Hama.

Hamate fica a 50 km  ao norte de Emesa, e a 60 km  ao sul das ruínas de Assameia. O reino de Hamate incluía a planície nas duas margens do Orontes, desde a fonte próxima de Ribla até Assameia no norte, e desde o Líbano, no oeste, até o deserto, no leste.

## História
Monumentos descobertos no local indicam que a cidade foi ocupada pelos hititas. A cidade foi conquistada pelo faraó Tutemés III. O rei de Hamate, chamado Tou ou Toi, se aliou ao Rei Davi.
Durante o reinado de Adadenirari III na Assíria (810 - 783 a.C.), o rei da Assíria ou seu general Samsi-ilu forçaram um acordo de paz entre dois vassalos dos assírios, os reis Atarsumqui I de Arpade e Zacur de Hamate. Pelo acordo, Zacur entregou parte do seu território, no entorno de uma vila chamada Nalassi, no vale fértil do rio Orontes. Este tratado foi gravado em uma estela, atualmente no Museu Arquelógico de Ancara, na Turquia.
Em 740 a.C., Azarias se aliou a Hamate, contra a Assíria. O reino foi conquistado pelos assírios, e seus dezenove distritos colocados sob governadores assírios. Em 720 a.C., liderados por Yahu-bihdi, Hamate se revoltou. O nome Yahu-bihdi, por conter a palavra para Javé, sugere que este líder era de origem judaica. A revolta foi suprimida, e o povo deportado para Samaria, onde eles continuaram a adorar seu deus Ashima.
Na segunda metade do século IV a.C., a região da moderna Síria passou a ser influenciada pela cultura greco-romana, depois de um longo tempo sob as culturas semítica e persa. As campanhas de Alexandre, o Grande entre 334 e 323 a.C. colocaram a Síria sob o comando helênico. Como ela se localizava no caminho das rotas comerciais entre a Ásia e Grécia, Hama e muitas outras cidades da Síria enriqueceram rapidamente. Depois da morte de Alexandre, suas conquistas foram divididas entre seus generais e Seleuco Nicator tornou-se o monarca da Síria e o fundador da dinastia Selêucida. Sob ela, Hama novamente floresceu. Os arameus puderam retornar para a cidade, que foi rebatizada de Epifânia (em grego:  Επιφανεία) em homenagem ao imperador selêucida Antíoco IV Epifânio. Porém, o controle selêucida começou a declinar logo depois e, nos dois séculos seguintes, dinastias árabes começaram a ganhar o controle de diversas cidades desta região da Síria, inclusive Hama.